# Szaleniec Rubinstein
Rubinstein (zm. prawdopodobnie w 1942) – znany w getcie warszawskim szaleniec, wariat i żebrak, autor znanego w getcie powiedzonka Ałe głach, co znaczy Wszyscy równi.

## Życiorys
Rubinstein pochodził z Łodzi. Podczas II wojny światowej został przesiedlony do getta warszawskiego. Był autorem kilku znanych powiedzonek, szlagierów i haseł, m.in. Ałe głach, czy Oddać bony, czyli umrzeć z głodu. Jego aforyzmy były powtarzane szeroko w getcie; ludzie naśmiewali się z niego i układali o nim piosenki. W teatrze getta powstało nawet przedstawienie pt. Wszyscy równi. Do jego specjalności należało zbliżanie się do wartowników niemieckich i wyśmiewanie ich od łajdaków, bandytów i złodziei. Niemców ogromnie to śmieszyło i często w zamian za obelgi rzucali Rubinsteinowi papierosy i drobne pieniądze. Miał także swoje hasło, po którym poznawano go z daleka - Chłopcze, trzymaj się. Rubinstein chodził w strzępiastych łachmanach, często wymachiwał kijem podskakując i nucąc.
W lipcu 1942, podczas wielkiej akcji deportacyjnej, dobrowolnie udał się na Umschlagplatz, skąd został prawdopodobnie wywieziony do obozu zagłady w Treblince. O jego śmierci informowała m.in. „Gazeta Żydowska”.

## W kulturze
- Postać Rubinsteina została przedstawiona w filmie Pianista, a w jego rolę wcielił się Jean Herbert.
- Rubinsteina wspomina film dokumentalny Kabaret śmierci Andrzeja Celińskiego z 2014 roku.
- W Teatrze Polskiego Radia o Rubinsteinie powstało słuchowisko Ałe głach autorstwa Ryszarda Marka Grońskiego, w reżyserii Krzysztofa Zaleskiego (2007).[1]